# واروارا (خواننده)
واروارا یا «باربارا» (روسی: Варвара ; زاده۳۰ ژوئیه ۱۹۷۳)، خواننده اتنو پاپ روسی می‌باشد.

## حرفه
واروارا (اسم اصلی آن النا ولادیمیروفنا سوسووا می‌باشد که معادل زبان؛ روسی: Елена Владимировна Сусова) در ۳۰ ژوئیه ۱۹۷۳ در بالاشیخا به دنیا آمد.
درتاریخ فوریه ۲۰۰۵ واروارا در فینال ملی روسیه برای مسابقه آواز یوروویژن با موسیقی «داپالا پرواز کرد» شرکت کرد. او در فینال ملی چهارم شد.
درتاریخ ۱۸ اکتبر ۲۰۰۵، واروارا سومین آلبوم خود را به اسم «رؤیاها» در موسیقی گرامافون منتشر نمود.
سال بعد، واروارا یک ورودی به سی ۱ آر برای منتخب روسیه ارسال نمود که یک منتخب داخلی بود. او «ما آنجا خواهیم بود» نسخه انگلیسی آهنگ «بگذار بروم رودخانه» را فرستاد. واروارا نتوانست نماینده روسیه شود.

## دیسکوگرافی

### آلبوم‌ها
- واروارا (۲۰۰۱)
- نزدیک تر(۲۰۰۳)
- رؤیاها(۲۰۰۵)
- افسانه‌های پاییز (۲۰۱۳)